# Torben Kuhlmann
Torben Kuhlmann (* 1982 in Sulingen) ist ein deutscher Kommunikationsdesigner, Illustrator und Bilderbuchautor.

## Leben
Torben Kuhlmann studierte Illustration und Kommunikationsdesign an der Hochschule für Angewandte Wissenschaften Hamburg. 2014 veröffentlichte er sein erstes Buch Lindbergh – Die abenteuerliche Geschichte einer fliegenden Maus im NordSüd Verlag. Dieses Buch ist das Produkt seiner Abschlussarbeit an der Hochschule. Torben Kuhlmann lebt in Hamburg.

## Werke
- Lindbergh – Die abenteuerliche Geschichte einer fliegenden Maus. NordSüd Verlag, Zürich 2014, ISBN 978-3-314-10210-3.
- Maulwurfstadt. NordSüd Verlag, Zürich 2015, ISBN 978-3-314-10274-5.
- Armstrong – Die abenteuerliche Reise einer Maus zum Mond. NordSüd Verlag, Zürich 2016, ISBN 978-3-314-10348-3.[2]
- Edison – Das Rätsel des verschollenen Mauseschatzes. NordSüd Verlag, Zürich 2018, ISBN 978-3-314-10447-3.[3]
- Einstein – Die fantastische Reise einer Maus durch Raum und Zeit. NordSüd Verlag, Zürich 2020, ISBN 978-3-314-10529-6.
- Die graue Stadt. NordSüd Verlag, Zürich 2023, ISBN 978-3-314-10652-1.
- Earhart – Der abenteuerliche Flug einer Wühlmaus um die Welt. NordSüd Verlag, Zürich 2024, ISBN 978-3-314-10695-8.

## Ausstellungen
- 2017: Wilhelm Busch Museum, Hannover
- 2017: Ansichten 29 – „Sechs auf einen Streich“, Quadrart Dornbirn, Dornbirn kuratiert von Herwig Bitsche, Nord Süd Verlag, Zürich
- 2018: „Genial Mäuse – Bilderbuchwelten von Torben Kuhlmann“ im Museum Langes Tannen, Uetersen[4]
- 2018: „Von Mäusen und Menschen“ – Illustrationsausstellung im Magazin 4, Bregenz[5]
- 2019: Die Originalzeichnungen für das Buch „Armstrong - Die abenteuerliche Reise einer Maus zum Mond“ wurden im Rahmen der Ausstellung „Wettlauf zum Mond“ im Karikaturmuseum Krems ausgestellt.[6]

## Auszeichnungen
für das Buch Lindbergh 
- Nominierung für den Deutschen Jugendliteraturpreis 2015
- Shortlist für den LovelyBooks Leserpreis 2014
- Buch des Monats der Deutschen Akademie für Kinder- und Jugendliteratur e. V. im Juli 2014
- Luchs des Monats von der Zeit und Radio Bremen, 2014
- Stiftung Buchkunst: Die 25 schönsten deutschen Bücher 2014[7]
- Troisdorfer Bilderbuchpreis, Preis der Kinderjury, 2015
- Kinderbuchpreis des Landes Nordrhein-Westfalen, 2016
- Kinderbuchpreis Heidelberger Leander, 2017

 weitere 
- Luchs des Jahres als Illustrator von Sasja und das Reich jenseits des Meeres, zusammen mit der Autorin und Übersetzerin, 2019